# Pycreus diaphanus
Pycreus diaphanus là loài thực vật có hoa trong họ Cói. Loài này được (Schrad. ex Roem. & Schult.) S.S.Hooper & T.Koyama miêu tả khoa học đầu tiên năm 1976.